# Pissonotus quadripustulatus
Pissonotus quadripustulatus är en insektsart som beskrevs av Van Duzee 1909. Pissonotus quadripustulatus ingår i släktet Pissonotus och familjen sporrstritar. Inga underarter finns listade i Catalogue of Life.